# Silnik Stirlinga
Silnik Stirlinga – silnik cieplny, który przetwarza energię cieplną w energię mechaniczną, jednak bez procesu wewnętrznego spalania paliwa, a na skutek dostarczania ciepła z zewnątrz, dzięki czemu możliwe jest zasilanie go ciepłem z dowolnego źródła. Źródłem ciepła może być w szczególności proces spalania jakiegoś paliwa, ale nie jest to konieczne.

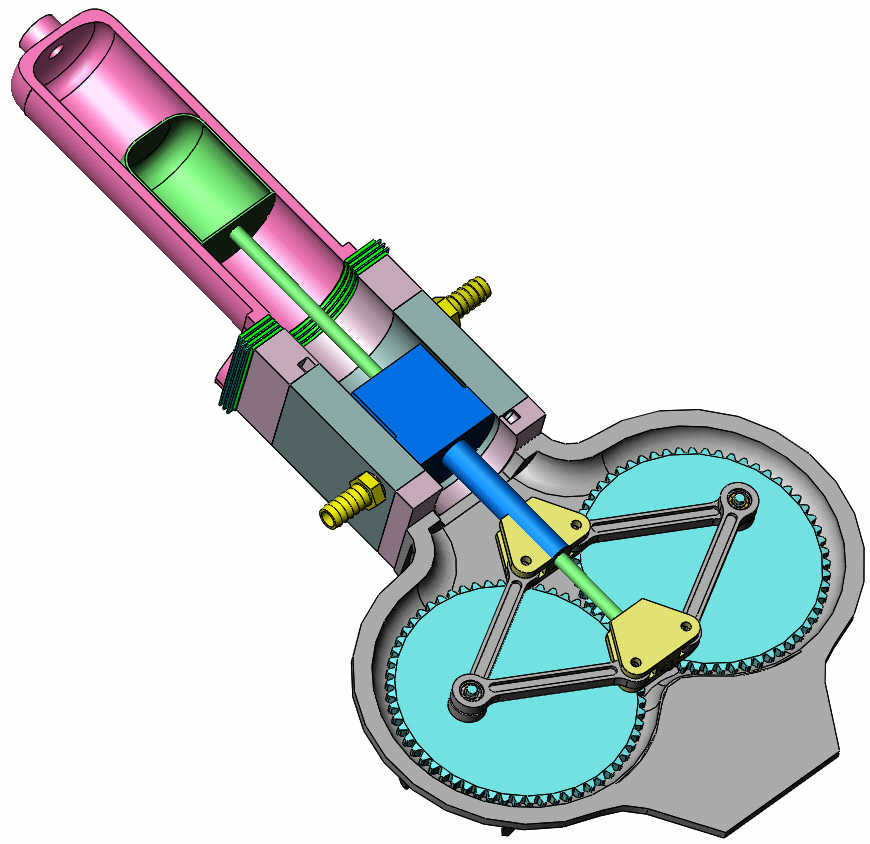
Silnik Stirlinga

## Historia

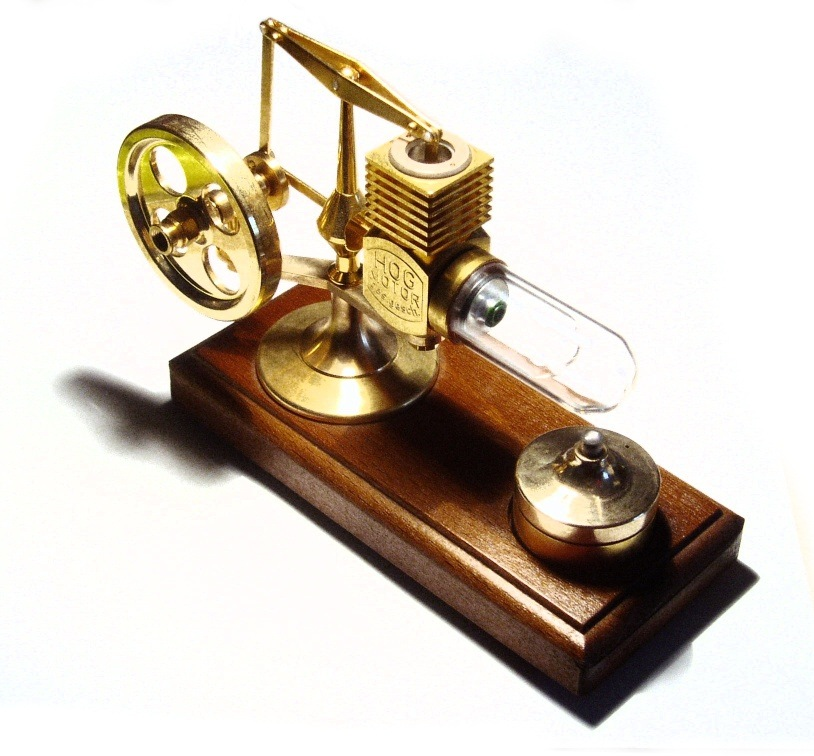
Replika silnika Stirlinga

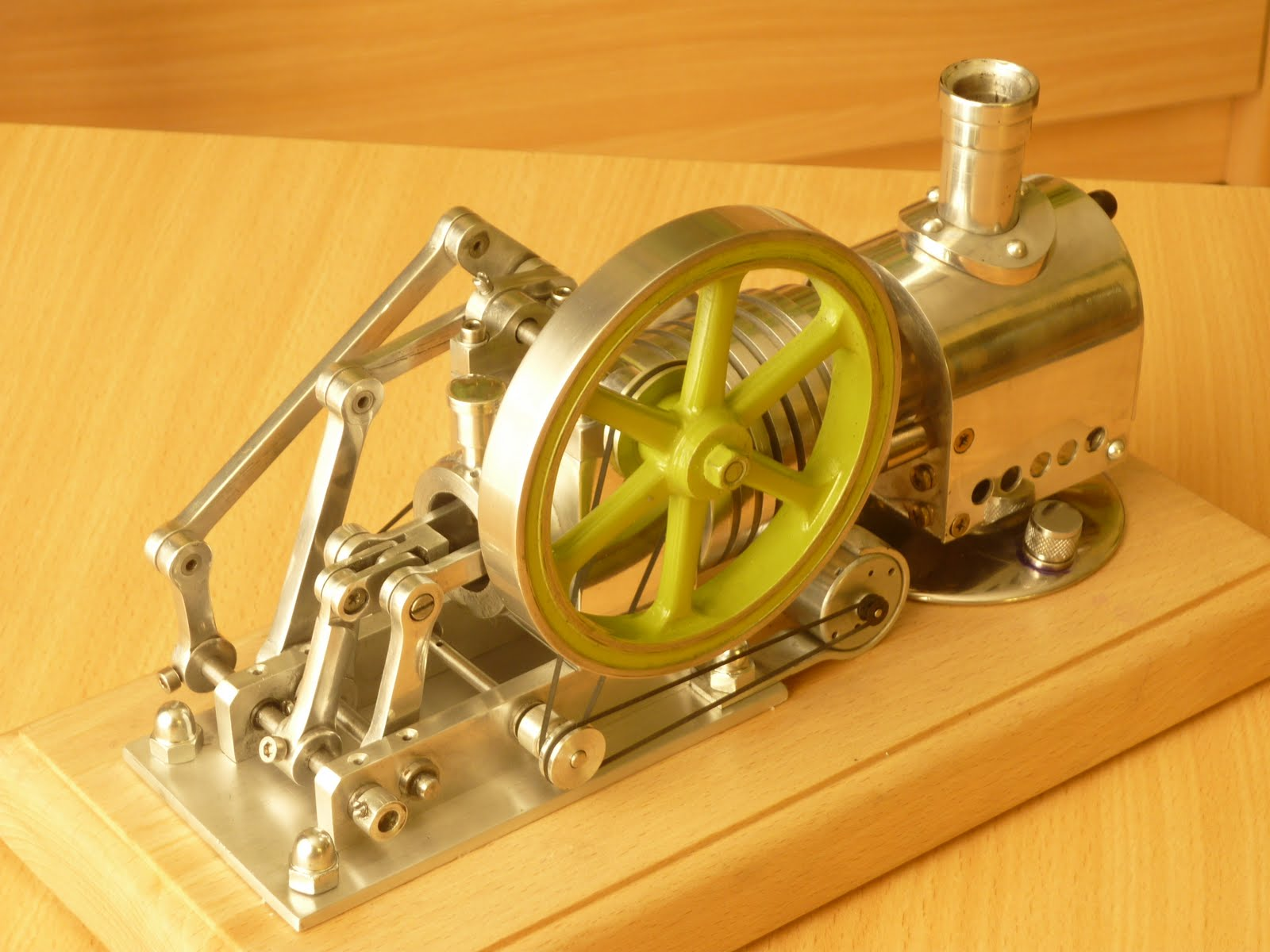
Model silnika Stirlinga

Silnik wynalazł szkocki duchowny Robert Stirling i opatentował go w 1816 roku (patent angielski nr 4081). Silnik typu Beta został po raz pierwszy użyty do usuwania wody z kamieniołomu. Również w odlewni w Dundee silnik znalazł zastosowanie, lecz wkrótce – ze względu na jego dużą awaryjność – zastąpiono go silnikiem parowym. W XIX wieku nie znalazł już większych zastosowań w przemyśle. Niemniej jednak w gospodarstwach domowych do XX wieku małe silniki były używane m.in. do pompowania wody.
W XX wieku zwiększona niepewność co do paliw kopalnych (głównie ropy naftowej) spowodowała krótki okres odrodzenia silnika Stirlinga. W tym czasie firma Philips wypuściła na rynek niewielkie generatory o mocy 200 W, pracujące na olej do lamp, jednak wkrótce wyparły je spalinowe agregaty prądotwórcze. W latach 70. za sprawą kryzysu naftowego zbudowano nawet samochód z napędem Stirlinga o mocy 60 kW. W latach 80. szwedzka firma Kockums zamontowała silniki Stirlinga do kilku okrętów podwodnych, gdzie służą jako źródło energii pracujące bez dostępu do powietrza.
W XXI wieku zainteresowanie wzbudziły jednostki tzw. micro-CHP (z ang. Combined Heat and Power), które zarazem ogrzewają i produkują energię elektryczną, oraz silniki Stirlinga używające słońca jako źródła ciepła.

## Zasada działania
W silniku Stirlinga gaz roboczy o dużej przewodności i cieple właściwym (wodór, hel) umieszczony w podgrzewanej strefie, doznaje wzrostu temperatury oraz ciśnienia i przepycha tłok roboczy, przekazując mu energię. Następnie tłok nazywany wypornikiem, przemieszcza gaz roboczy do strefy chłodzącej, gdzie gaz ochładza się i zmniejsza swoje ciśnienie, korbowód cofa tłok roboczy, po czym wypornik pod wpływem korbowodu wtłacza ochłodzony gaz w kierunku źródła ciepła. Osiągi silnika zależą od sprawności i szybkości transferu ciepła przez gaz roboczy oraz od strat mechanicznych. Im większa porcja gazu, pod większym średnim ciśnieniem roboczym, umieszczona w przestrzeniach o dużej powierzchni nagrzewania i schładzania, tym szybciej i sprawniej przebiega proces przemiany energii. Silnik Stirlinga jest maszyną odwracalną i może produkować energię mechaniczną wykorzystując różnicę temperatur. Może też być maszyną chłodniczą lub grzewczą, wykorzystując pracę mechaniczną.
Silnik Stirlinga produkuje energię nie na zasadzie deflagracji – jak konwencjonalne silniki wewnętrznego spalania – ale w sposób ciągły, dzięki czemu wytwarza znacznie mniej hałasu i nie wymaga stosowania dużych kół zamachowych dla poprawienia równomierności obrotów. Mankamentem dotychczasowych konstrukcji silnika Stirlinga było to, że wymagały one instalowania bardzo dużej chłodnicy i dlatego uznano je za nieprzydatne do samochodów, a zwłaszcza samochodów osobowych.

## Budowa silnika
W podstawowej konfiguracji silnik Stirlinga składa się z dwóch cylindrów (ciepłego i zimnego), pomiędzy którymi (przy ich podstawach) znajduje się połączenie. W cylindrach znajduje się stała ilość gazu. Ponadto w każdym cylindrze jest tłok, a tłoki te są połączone wałem korbowym, tak aby tłok w cylindrze ciepłym wyprzedzał tłok w cylindrze zimnym o 1/4 cyklu ruchu.
Najpierw gaz ogrzewany w cylindrze ciepłym powiększa swoją objętość, potem jest przepompowywany do cylindra zimnego, gdzie zmniejsza objętość i w minimum objętości jest przepompowywany do cylindra ciepłego. Silnik nie wymaga w ogóle spalania – korzysta wyłącznie z różnicy temperatur pomiędzy cylindrami.
Istnieje rozwiązanie korzystające z jednego cylindra i akumulatora ciepła. W takim rozwiązaniu jeden z końców cylindra jest „zimny”, a drugi „ciepły”.

### Typy silników Stirlinga[5]
Typ alfa - Składa się z dwóch cylindrów połączonych przewodem, którym przepływa między nimi gaz.
Typ beta - W silniku Stirlinga typu beta znajduje się tylko jeden cylinder, w którym pracują dwa tłoki. Tłok ciepły jest mniejszy i przepuszcza pewną ilość gazu.
Typ gamma - Najprostszy typ silnika Stirlinga. Ma on dwa połączone cylindry które nie pokrywają się osią wzdłuż której przesuwają się tłoki. Cylindry są połączone, więc technicznie nie jest silnikiem dwucylindrowym.

## Cechy użytkowe i wady silnika
Silnik Stirlinga nie ma rozrządu, nie korzysta ze spalania deflagracyjnego i nie ma wydechu, nie ma w nim źródeł hałasu – dzięki temu jest niemal bezgłośny. Jego podstawową zaletą jest to, że cykl Stirlinga jest bardzo zbliżony do cyklu Carnota, co zapewnia mu dużą sprawność. Ponadto kontrola procesu spalania paliwa może być znacznie lepsza niż w przypadku silnika tłokowego, co umożliwia utrzymanie niskiej toksyczności spalin. W praktyce silniki Stirlinga mogą osiągać bardzo duże wydajności (do 40%) w stosunku do silników spalinowych wewnętrznego spalania (maksymalnie 30%.)
Wadą silnika Stirlinga jest konieczność używania dużych powierzchni wymiany ciepła. Problem łagodzi zastosowanie wysokich ciśnień gazu roboczego, co z kolei sprawia trudności z uszczelnieniem. Ogólnie wadą silnika Stirlinga są koszty budowy, a nie zasada działania.

## Zastosowania
Próby zastosowania w pojazdach mechanicznych (autobusach) nie wyszły poza stadium eksperymentów. Był stosowany do napędu torped oraz w przenośnych agregatach prądotwórczych.
Silnik Stirlinga jest wykorzystywany np. do napędzania szwedzkich okrętów podwodnych typu Gotland jako ciche źródło napędu do „pełzania” w zanurzeniu. Rozważa się także stosowanie tego silnika do wytwarzania energii elektrycznej przy wykorzystaniu geotermalnych źródeł ciepła oraz energii słonecznej. W tym ostatnim zastosowaniu jest sprawniejszy i tańszy od ogniw fotowoltaicznych.
Zastosowaniem silnika Stirlinga są również układy CHP (kogeneracji produkcji ciepła i energii elektrycznej) małej mocy (do 34 kW). Generacja skojarzona, czyli kogeneracja, polega na wytwarzaniu energii elektrycznej i wykorzystaniu ciepła odpadowego, co łącznie daje dużą sprawność. Kogeneracja z silnikiem Stirlinga jest nowoczesną, ale drogą inwestycją, gdzie sprawność nie będzie konkurencyjna do np. od dawna stosowanych elektrociepłowni turbinowych czy układów kogeneracyjnych z klasycznym silnikiem spalinowym.
Najciekawsza przyszłość rysuje się przed silnikiem Stirlinga w napędzie hybrydowym. Konkretnie w zastąpieniu silnika spalinowego generatorem elektrycznym, hermetycznie zblokowanym z silnikiem Stirlinga. Powyższy układ pozwala uniknąć problemów konstrukcyjnych występujących w silniku produkującym moc mechaniczną, wykazując przy tym większą sprawność w stosunku do hybrydy typu silnik spalinowy - generator oraz niską toksyczność spalin bez konieczności stosowania katalizatora.
Firma Lockheed Martin dokonywała poprawek w testowym egzemplarzu radioizotopowego (źródłem ciepła jest 2,25 kg izotopu promieniotwórczego) generatora Stirlinga, który miał być gotowy wiosną 2008 roku. Znajdujące się w nim dwa silniki Stirlinga napędzają liniowy alternator o mocy około 100 watów. Celem było wykorzystanie układu do zasilania sond kosmicznych dalekiego zasięgu.

## Literatura
- Stefan Żmudzki: Silniki Stirlinga. WNT, Warszawa 1993, ISBN 83-204-1640-X
- Andrzej Tomczyński: Obliczenia pól pracy i pól ciepła Silnika Stirlinga z napędem rombowym. Wydawnictwo Politechniki Łódzkiej 2022, ISBN 978-83-66741-55-3